# Dailon Livramento
Dailon Rocha Livramento do Rosario (4 mei 2001) is een Nederlands voetballer van Kaapverdische afkomst die als aanvaller voor Hellas Verona speelt.

## Carrière
Dailon Livramento speelde in de jeugd van Excelsior Rotterdam, Sparta AV, Excelsior Maassluis en NAC Breda. In 2021 maakte hij de overstap naar Roda JC Kerkrade, waar hij bij het onder-21-elftal aansloot. Hij debuteerde in het eerste elftal van Roda op 26 oktober 2021, in de met 2-1 gewonnen bekerwedstrijd tegen FC Den Bosch. Hij begon in de basisopstelling en scoorde in de 53e minuut de 1-1.

### Statistieken
| Seizoen                   | Club             | Land           | Competitie     | Competitie | Competitie | Beker | Beker | Totaal | Totaal |
| Seizoen                   | Club             | Land           | Competitie     | Wed.       | Dlp.       | Wed.  | Dlp.  | Wed.   | Dlp.   |
| ------------------------- | ---------------- | -------------- | -------------- | ---------- | ---------- | ----- | ----- | ------ | ------ |
| 2021/22                   | Roda JC Kerkrade | Nederland      | Eerste divisie | 1          | 0          | 2     | 1     | 3      | 1      |
| 2022/23                   | MVV Maastricht   | Nederland      | Eerste divisie | 30         | 5          | 0     | 0     | 30     | 5      |
| 2023/24                   | MVV Maastricht   | Nederland      | Eerste divisie | 35         | 16         | 1     | 0     | 36     | 16     |
| Carrièretotaal            | Carrièretotaal   | Carrièretotaal | Carrièretotaal | 66         | 21         | 3     | 1     | 69     | 22     |
| Bijgewerkt op 10 mei 2024 |                  |                |                |            |            |       |       |        |        |